# Жалагаш (Жалагаський район)
Жалага́ш (каз. Жалағаш) — селище, центр Жалагаського району Кизилординської області Казахстану. Адміністративний центр та єдиний населений пункт Жалагаського сільського округу.
У радянські часи селище називалось Джалагаш, до 2008 року село мало статус селища.
Населення — 15106 осіб (2021; 13479 у 2009, 14486 у 1999, 12726 у 1989).